# Procleomenes tenuiformis
Procleomenes tenuiformis är en skalbaggsart som beskrevs av Tatsuya Niisato 1986. Procleomenes tenuiformis ingår i släktet Procleomenes och familjen långhorningar. Inga underarter finns listade i Catalogue of Life.